# Boris Tatušin
Boris Georgievič Tatušin (in russo Борис Георгиевич Татушин?; Mosca, 31 marzo 1933 – Mosca, 15 gennaio 1998) è stato un calciatore e allenatore di calcio sovietico dal 1991 russo, di ruolo attaccante.